# Alexander County, Illinois
Alexander County är ett county i delstaten Illinois i USA. År 2010 hade countyt en befolkning på 8 238 personer. Den administrativa huvudorten (county seat) är Cairo. 

## Politik
Alexander County har under senare år blivit ett så kallat swing distrikt där det brukar vara jämnt mellan republikanerna och demokraterna i politiska val, med viss fördel för demokraterna.
Demokraternas kandidat har vunnit rösterna i countyt i samtliga presidentval mellan 1976 och 2012. I valet 2016 vann dock republikanernas kandidat Donald Trump med 53,1 procent av rösterna mot 44,8 för demokraternas kandidat.

## Geografi
Enligt United States Census Bureau har countyt en total area på 654 km². 612 km² av den arean är land och 42 km² är vatten.

### Angränsande countyn
- Union County - nord
- Ballard County, Kentucky - sydost
- Pulaski County - öst
- Mississippi County, Missouri - syd
- Scott County, Missouri - väst
- Cape Girardeau County, Missouri - nordväst